# Jacqueline Myrna
Jacqueline Myrna Vulpes (Bucareste, 4 de dezembro de 1944) é uma atriz romena radicada no Brasil.
Nos anos 1960, tornou famoso, com sotaque francês, o bordão "Brasileiro é tão bonzinho" da A Praça da Alegria (que anos depois Kate Lyra repetiria, porém, com sotaque norte-americano). Mora desde o início dos anos 70 nos Estados Unidos da América. Iniciou sua carreira como bailarina, porém, logo foi "descoberta" pelo fotógrafo Constantin Tkaczenko com quem trabalharia no cinema.

## Filmografia
| Ano  | Título                        | Personagem |
| ---- | ----------------------------- | ---------- |
| 1962 | Isto é Strip-Tease            |            |
| 1962 | Superbeldades                 |            |
| 1963 | Samba Sexy                    |            |
| 1965 | Amor na Selva                 |            |
| 1966 | As Cariocas                   | Júlia      |
| 1966 | Riacho de Sangue              | Branca     |
| 1967 | Cangaceiros de Lampião        | Rosinha    |
| 1967 | A Desforra                    |            |
| 1968 | As Amorosas                   | Marta      |
| 1969 | Adultério à Brasileira        | A Esposa   |
| 1971 | As Confissões de Frei Abóbora |            |

## Trabalhos na TV
| Ano  | Título      | Papel |
| ---- | ----------- | ----- |
| 1965 | A Indomável |       |